# Савез удружења Србије за помоћ особама са аутизмом
Савез удружења Србије за помоћ особама са аутизмом је организација чије чланство и стручни тим чине родитељи деце са аутизмом. Седиште организације је у Београду, а основано је 1977. године.

## Опште информације
Удружење је основала јгрупа мајки и стручњака 1977. године. Касније, ширењем мреже, добија назив Републичко удружење Србије за помоћ особама са аутизмом, а 2014. године мења назив у Савез удружења Србије за помоћ особама са аутизмом. Налази се на адреси Улица кнез Милетина 43, Београд. Основано са циљем побољшања статуса и квалитета живота особа са аутизмом, пружања различитих видова подршке и помоћи особама са аутизмом и њиховим породицама, пре свега у области људских права, нових третмана доказане ефикасности који се односе на моделе третмана и научне интервенције код лечења деце са поремећајем из аутистичног спектра и друго.
Савез циљеве остварује кроз умрежавање, заговарање, дијалог, партнерства, јавно деловање, информисање, истраживање и издаваштво.